# Escalando el monte improbable
Escalando el monte improbable es un libro de divulgación científica escrito por Richard Dawkins. El libro trata sobre la probabilidad y cómo aplicarla a la teoría de la evolución, y está específicamente diseñado para desenmascarar las afirmaciones hechas por los creacionistas sobre la probabilidad de que mecanismos naturales, tales como la selección natural, produzcan organismos complejos.
- Datos: Q1526499